# Eparchie gatčinská
Eparchie Gatčina je eparchie ruské pravoslavné církve nacházející se v Rusku.

## Území a titul biskupa
Zahrnuje správní hranice území Volosovského, Gatčinského, Kingiseppského, Lomonosovského, Lužského, Slancevského, Tosněnského rajónu a Sosnovoborského městského okruhu Leningradské oblasti.
Eparchiálnímu biskupovi náleží titul biskup gatčinský a lužský.

## Historie
Dne 6. října 2008 byl rozhodnutím Svatého synodu zřízen gatčinský vikariát sanktpetěrburské eparchie.
Dne 12. března 2013 byla Svatým synodem zřízena samostatná gatčinská eparchie oddělením území ze sanktpetěrburské eparchie. Je součástí sanktpetěrburské metropole.

## Seznam biskupů

### Gatčinský vikariát sanktpetěrburské eparchie
- 2008–2013 Amvrosij (Jermakov)

### Gatčinská eparchie
- od 2013 Mitrofan (Osjak)